# Anyphaena accentuata
Espèce
Synonymes
- Aranea accentuata Walckenaer, 1802
- Agelena obscura Sundevall, 1831
- Clubiona punctata Hahn, 1833

Anyphaena accentuata est une espèce d'araignées aranéomorphes de la famille des Anyphaenidae.

## Distribution
Cette espèce se rencontre en Europe, du Portugal à la Scandinavie et à la Russie, au Moyen-Orient et en Asie centrale.

## Description
Les mâles mesurent de 4 à 7 mm et les femelles de 5 à 9 mm

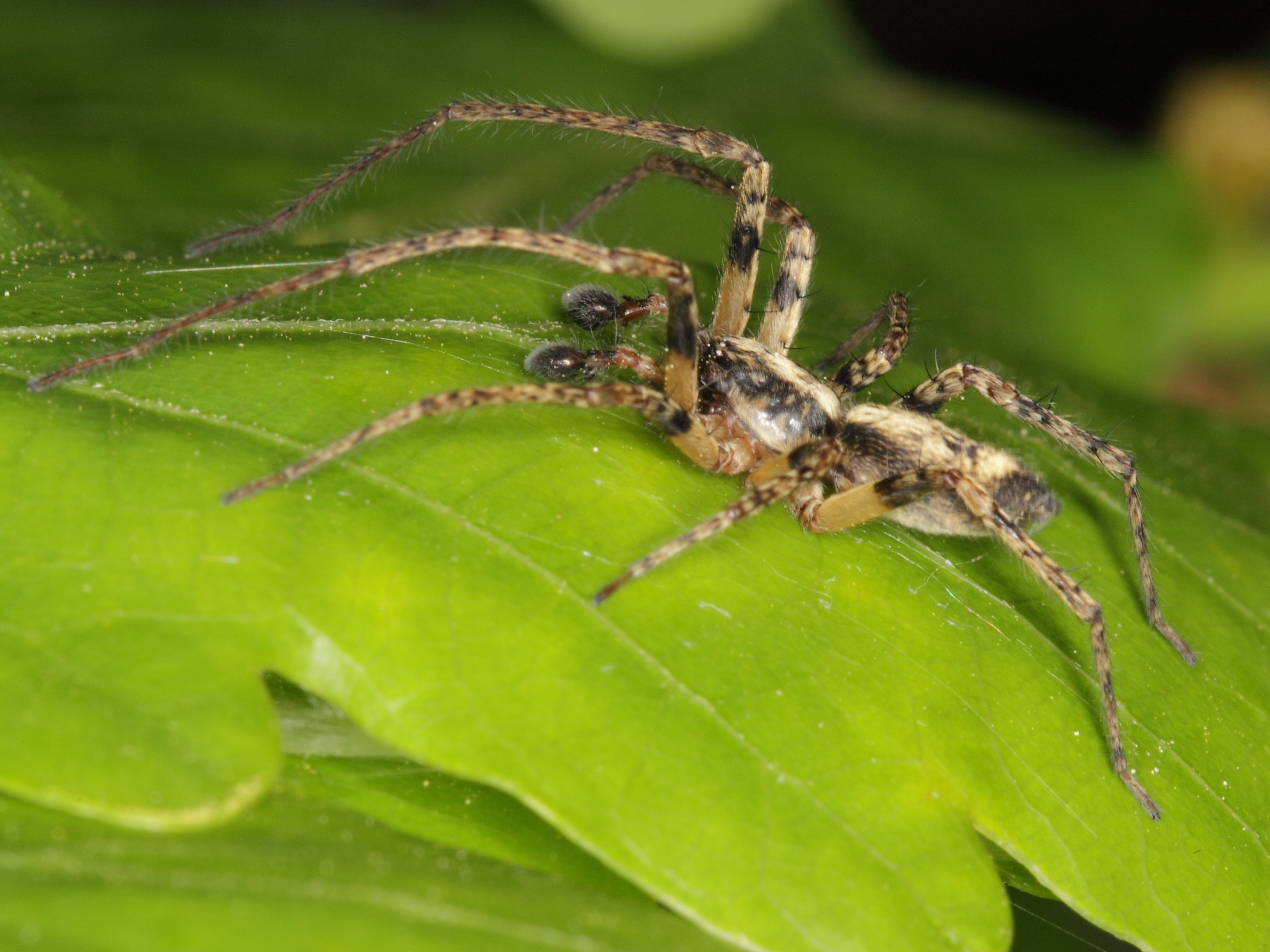
Anyphaena accentuata

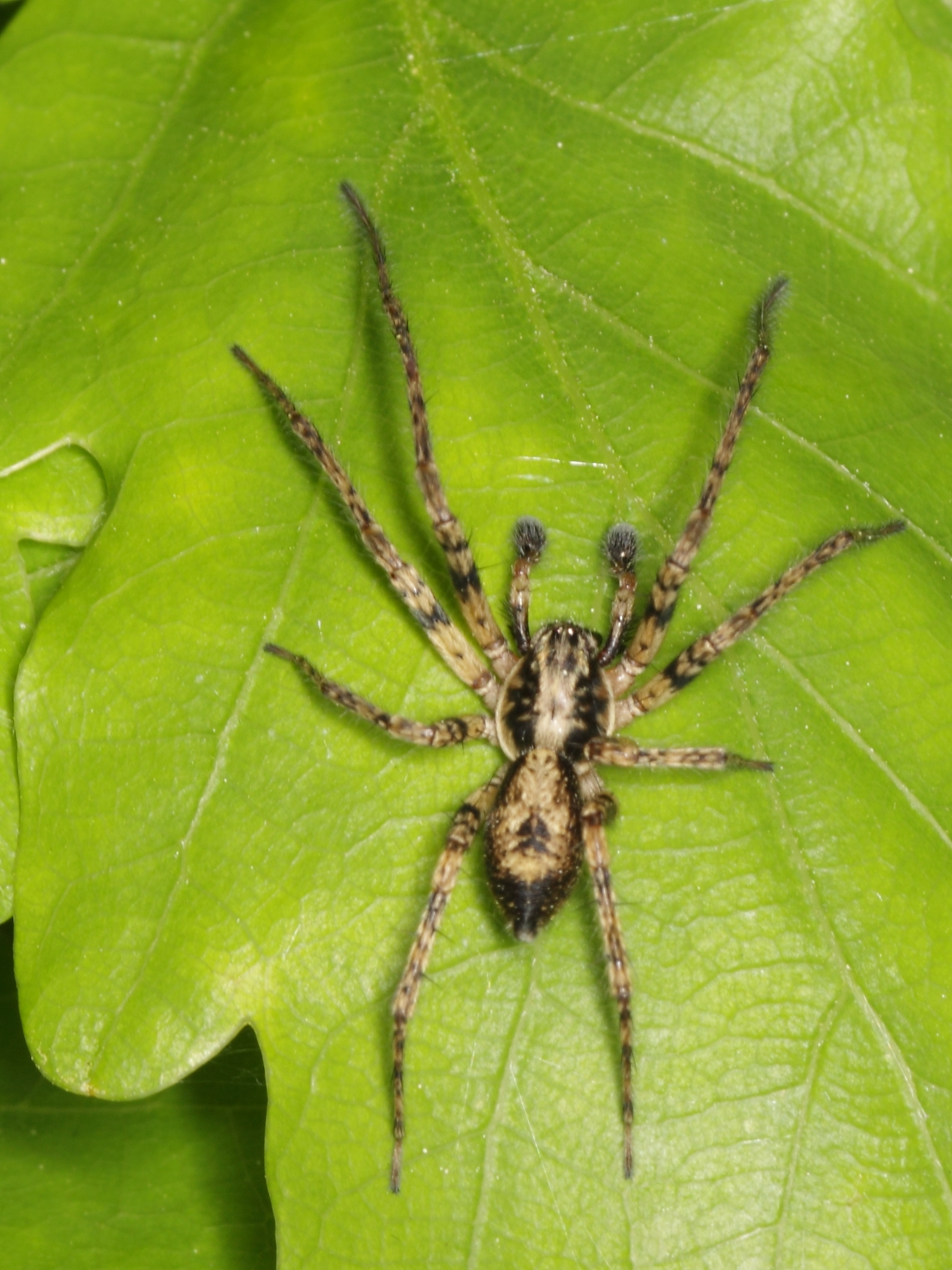
Anyphaena accentuata

De couleur claire cette espèce présente des chélicères jaunâtres, des dessins sur le céphalothorax et une tache double en forme de chevrons sur l'abdomen (d'où son nom d'araignée Citroën).
Le mâle ressemble à la femelle mais ses couleurs sont beaucoup plus vives ; ses pattes sont longues, finement annelées, son abdomen plus fin.

## Éthologie
Ces araignées vivent dans les arbres et arbustes des bois et forêts jusqu'à la cime des arbres dans le feuillage desquels elles chassent dès le printemps pendant la nuit. Les femelles sont actives jusqu'à l'automne puis se réfugient sous divers abris proches du sol. On peut aussi les trouver sur les orties (Urtica dioica). En été, les mâles lors des parades sexuelles peuvent faire vibrer leur abdomen de façon audible tout en tambourinant à l'aide de leurs pédipalpes sur l'abri de feuilles de la femelle (d'où le nom d'araignée bourdonnante).

## Publication originale
- Walckenaer, 1802 : Faune parisienne. Insectes. ou Histoire abrégée des insectes des environs de Paris. Paris, vol. 2, p. 187-250.